# 南坑窑址
南坑窑址位于中国福建省南安市东田镇南坑村和蓝溪村，由南坑窑址群和寮仔窑址群组成，2006年被列为第六批全国重点文物保护单位，归入屈斗宫德化窑遗址。
南坑窑址于1977年被发现，有宋元窑址30多处。南坑窑址群分布在南坑村的大坝垵、大场仑、土垄后、仓坪圹、大宫后、顶南埔、枪仔岭等20多处山坡上，面积约20万平方米，始于北宋，大约终于元末。寮仔窑址群在蓝溪村，始于北宋，延续到南宋，面积约1000平方米。南坑窑址经考古发掘，清理出窑炉遗迹，为典型的宋代龙窑，同时出土了大量瓷器，许多可确定为外销瓷品种。